# Pablo Tobón Uribe
Pablo Tobón Uribe (Medellín, 1882 -  Medellín, 15 de marzo de 1954) fue un empresario colombiano. Reconocido por su espíritu generoso y filántrópico, recibió la Cruz de Boyacá en el grado de Gran Caballero, distinción que le fue concedida en 1953 por el presidente Gustavo Rojas Pinilla.

## Vida y obra
Hijo del matrimonio del médico Fermín Claudio Tobón y de la enfermera María de Jesús Uribe. Fue en su época uno de los personajes más ricos de Medellín, el mayor accionista de la Colombiana de Tabaco y de Cervecería Unión, y dueño de varios bienes raíces en toda la ciudad. Fue cofundador y colaborador de publicaciones como la revista Colombia, La Paira y El Sol. 
Pablo Tobón Uribe también fue conocido como un hombre excéntrico y de costumbres extrañas: no tenía automóvil y prefería alquilar uno de servicio público; le gustaba mucho leer, pasaba los días leyendo, no le agradaba viajar y pensaba que la mejor forma de conocer cualquier sitio era a través de la lectura; solo salió de Colombia en 1952 cuando estuvo en Rochester, Estados Unidos, para someterse a un tratamiento médico. En su residencia no tenía teléfono ni radio y durante su recuperación hizo quitar el timbre eléctrico, usando en su lugar un pito para llamar a su hermana María o a sus agregadas. 
Ese mismo año (1952), donó a la catedral de Medellín la suma de doscientos mil pesos ($ 200.000) con destino a su embellecimiento e iluminación, con lo cual se compraron cuatro grandes campanas, 14 confesionarios de mármol, 8 ángeles de mármol con candelabros eléctricos, 4 altares auxiliares de mármol, 4 mesas de credencia de mármol, una custodia de oro de un metro de altura con cien diamantes, lámparas eléctricas y otros elementos menores.
Murió el 15 de marzo de 1954 a la edad de 72 años. En 1976 sus restos fueron trasladados a la capilla del Hospital que lleva su nombre, de acuerdo con su voluntad expresada en su testamento.
Al morir, dejó la mayor parte de su riqueza a la Fundación Hospital Pablo Tobón Uribe, que se encargó de atender a personas de escasos recursos, y al Teatro Pablo Tobón Uribe, el cual creó como centro de primer nivel para los espectáculos culturales de la ciudad.

## Bibliográfica
- La Hoja de Medellín (Agosto de 2002). «Pablo Tobón Uribe». La Hoja de Medellín (243). ISSN 0121-7259, p.32.